# Solmsiella javanica
Solmsiella javanica är en bladmossart som beskrevs av C. Müller 1884. Solmsiella javanica ingår i släktet Solmsiella och familjen Erpodiaceae. Inga underarter finns listade i Catalogue of Life.